# 메르세데스-벤츠 EQA
메르세데스-벤츠 EQA(Mercedes-Benz EQA)는 독일의 자동차 회사인 다임러 AG가 제조하여 메르세데스-벤츠 브랜드로 판매하는 준중형 크로스오버 SUV 전기자동차이다.

## 1세대 (H243)
2021년 1월에 온라인으로 공개되었으며, 라인업은 EQA 250, EQA 300 4MATIC, EQA 350 4MATIC이 있으며, 대한민국에서는 올해 7월 12일에 EQA 250만 출시되어서, 306km라는 충격적인 주행거리에 보조금이 깎여나갔다. 이로 인해 예약자들은 다시 아이오닉 5로 전향했다.

## 2024년 페이스리프트
2023년 8월, 메르세데스는 2024년형 EQA와 EQB 페이스리프트를 공개했다. 이 차량은 더 큰 EQE SUV 및 EQS SUV와 유사하게 미학적 변화를 받았다. 차량은 새로운 전면 그릴과 선택 사항인 전면 범퍼를 받았다. 후면에서는 테일라이트가 복잡한 3D 조명 시그니처를 얻고, 조명은 어두운 빨간색 음영으로 착색되었다.
내부 업데이트에는 용량성 제어 기능이 있는 새로운 3스포크 스티어링 휠, 대시보드 및 도어의 메르세데스 로고가 조명된 트림 조각, 더 커진 인포테인먼트 스크린이 특징이다. 2024년형 EQA는 또한 인간 인증 없이 차량 충전이 가능한 플러그 앤 차지 시스템을 추가했다. 새로운 18인치, 19인치, 20인치 알로이 휠 디자인이 제공된다. H247 LCI에도 도입된 "스펙트럼 블루 메탈릭"과 "하이테크 실버 메탈릭"을 포함한 새로운 색상이 모두 제공될 예정이다. EQA에서는 250+ 모델이 37 mi (60 km)의 추가 주행 거리를 얻는다.
페이스리프트는 2024년 1분기에 주문 가능했으며, 그해 2분기에 인도가 시작되었다.

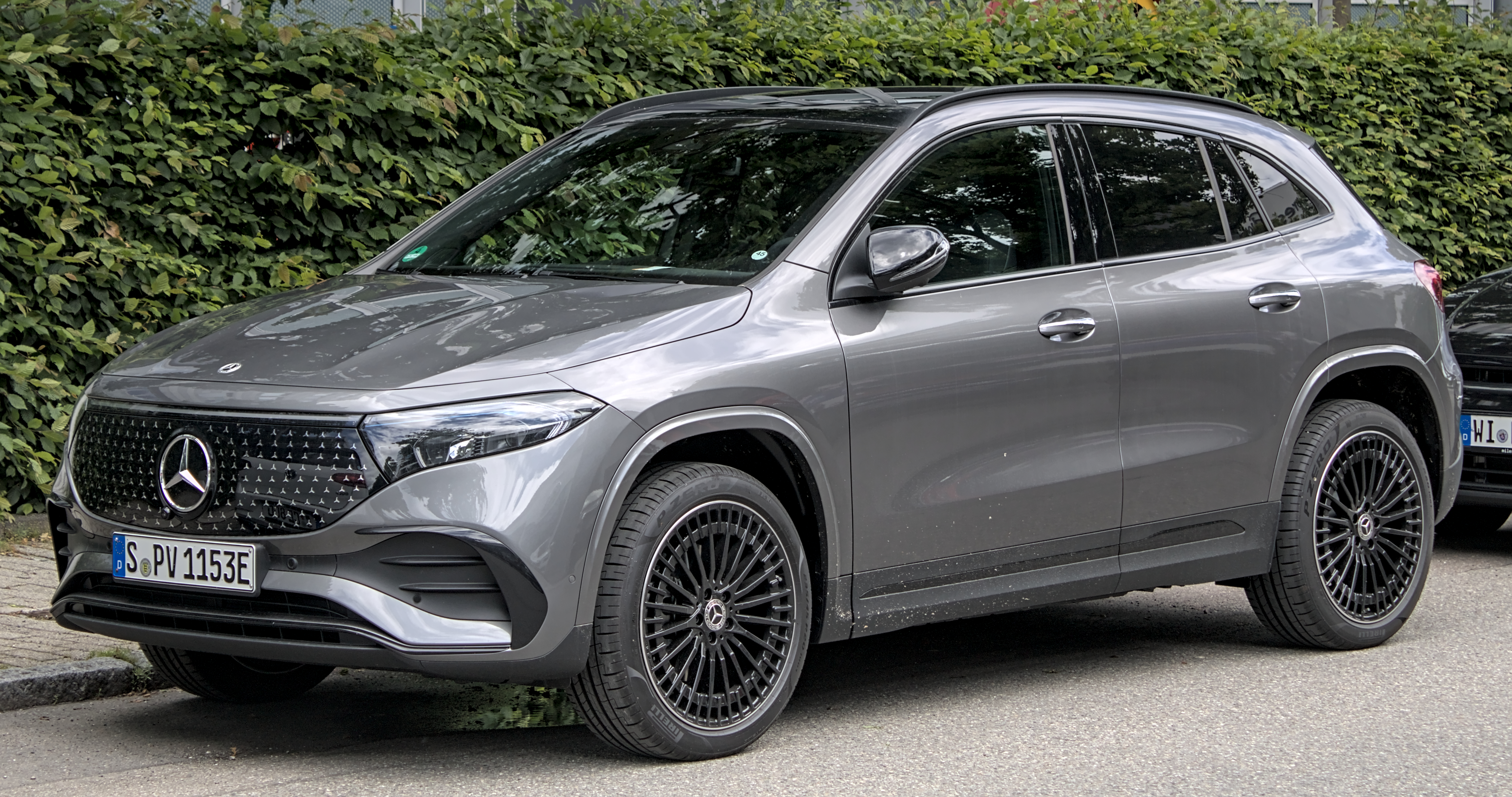
메르세데스-벤츠 EQA 350 (페이스리프트)
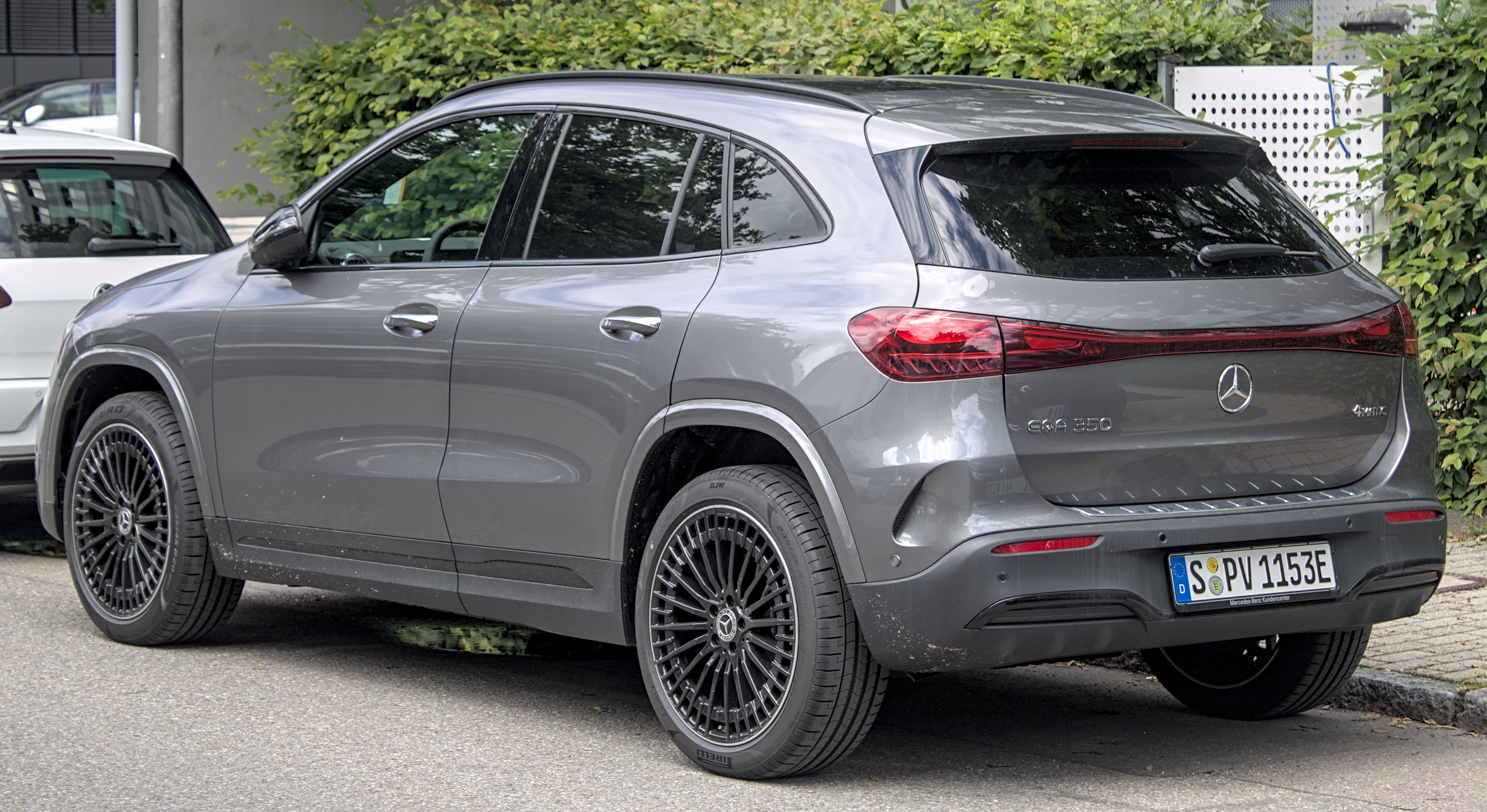
메르세데스-벤츠 EQA 350 (페이스리프트)